# Hyperolius parallelus
Espèce
Synonymes
- Hyperolius marmoratus var. angolensis Steindachner, 1867
- Hyperolius angolensis Steindachner, 1867
- Hyperolius toulsonii Bocage, 1868 "1867"
- Hyperolius insignis Bocage, 1868 "1867"
- Hyperolius huillensis Bocage, 1873
- Rappia marmorata var. taeniolata Bocage, 1895
- Rappia marmorata var. insignis Bocage, 1895

Statut de conservation UICN

 LC  : Préoccupation mineure
Hyperolius parallelus est une espèce d'amphibiens de la famille des Hyperoliidae.

## Répartition
Cette espèce se rencontre :
- dans l'ouest de la République démocratique du Congo ;
- dans le sud-ouest de la République du Congo ;
- en Angola ;
- dans l'ouest de la Zambie ;
- dans le nord du Botswana ;
- dans le nord de la Namibie.

Elle pourrait être présente au Zimbabwe et au Gabon.

## Publication originale
- Günther, 1858 : Catalogue of the Batrachia Salientia in the collection of the British Museum (texte intégral).